# Polenta e osei
Con il nome di polenta e osei sono denominati due diversi piatti della cucina italiana: uno salato, tipico della provincia di Vicenza; e un'altra specialità, tipica della provincia di Bergamo.

## Versione salata
La versione salata prevede che gli uccellini (come allodole, fringuelli, peppole, tordi, passeri o quaglie) vengano cucinati allo spiedo sul fuoco del camino o in padella (solitamente oblunga) con lardo tagliato a fette sottili e salvia, per poi essere serviti con il loro intingolo accompagnato da polenta onta).
La versione salata è molto conosciuta in Veneto e nella provincia di Brescia.

## Versione dolce
La polenta e osei dolce è una specialità di Bergamo, che consiste in pan di spagna ricoperto da pasta di mandorle gialla decorata con uccelletti di cioccolata o marzapane.